# Pirotecnia

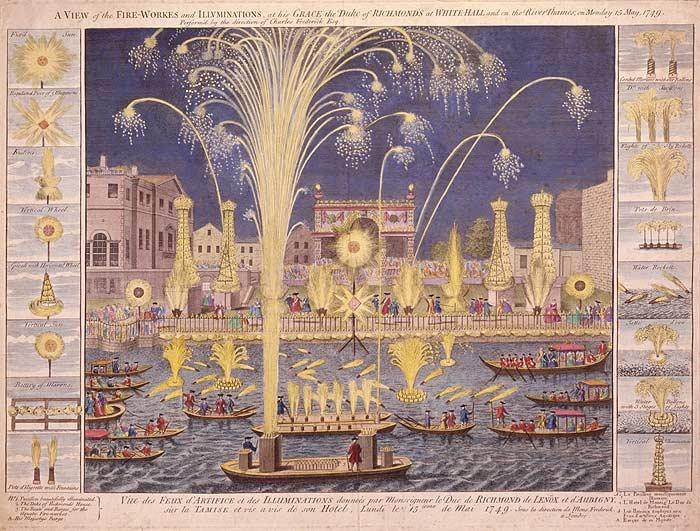
Ilustración de los fuegos artificiales sobre el Támesis, el lunes 15 de mayo de 1749.

La pirotecnia (en griego antiguo πῦρ pyr "fuego") indica una tecnología relacionada con la combustión, en su mayoría explosiva.
Se llama pirotecnia a los dispositivos que están preparados para que ocurran reacciones pirotécnicas en su interior. Las reacciones pirotécnicas ocurren por combustión no explosiva de materiales, que pueden generar llamas, chispas y humos. Los dispositivos pirotécnicos pueden contener también elementos para que ocurran algunas reacciones explosivas controladas. Las reacciones pirotécnicas pueden estar iniciadas por elementos eléctricos, y luego encender dispositivos pirotécnicos que permiten programar la ocurrencia de otras reacciones pirotécnicas. Los dispositivos pirotécnicos que tienen efectos visuales, sonoros y fumígenos con una finalidad lúdica y de espectáculo son conocidos como «fuegos artificiales», «fuegos de artificio», «fuegos pirotécnicos» o «juegos pirotécnicos». 
Se emplean en exhibiciones, festejos, festividades, celebraciones, cumpleaños, conmemoraciones, etc. Se considera un arte, ya que son múltiples las variaciones, juegos y técnicas con que cuenta el artesano pirotécnico, y siempre en constante innovación. Pero la pirotecnia incluye además toda una gama para uso agrícola, militar, industrial, etc.

## Materias primas
- Pólvora negra
- Polvillo de acero, zinc y cobre
- Clorato de potasio
- Azufre
- Nitrato de cobre, Nitrato de berilio y de estroncio
- Cloruro de litio

## Origen y términos
El origen de la pirotecnia está directamente relacionado con la invención de la pólvora en China. La fórmula de este material inflamable fue llevada a Europa por los árabes durante su gran expansión por el norte de África y España. Los árabes irrumpieron en las defensas de ciudades amuralladas con las primeras armas de fuego, como la culebrina murallera, si bien esta arma era de poco calibre y poco eficiente. En su ocupación en la península ibérica, los árabes sentaron las bases[cita requerida] y la tradición polvorista también con fines lúdicos en Murcia, Alicante y Valencia; lugares estos con una amplia tradición del fuego.
Se han diseñado artificios pirotécnicos de usos especiales: incendios forestales, minería, construcción, lucha antigranizo, etc. Pero popularmente, el término pirotecnia suele entenderse solo como referido a los fuegos artificiales. Los fuegos artificiales: cohetes, explosivos o juegos pirotécnicos son muy utilizados en todo tipo de países en el mundo y en países latinoamericanos, con importantes ventas de estos productos en lugares como Uruguay o Argentina; principalmente con motivo de las fiestas de final de año (Nochebuena, Navidad, Nochevieja o Año Nuevo), aunque se utilizan también en el festejo de los 15 años de las mujeres, en los 18 de los varones, bautismos, primeras comuniones, confirmaciones, enlaces matrimoniales, aniversarios de bodas y otros aniversarios.
Existe infinidad de productos que crean resultados distintos. Coloquialmente están muy extendidos los términos petardo y cohete, que abarcan casi todas las variedades de explosión y aparatos pirotécnicos existentes, pero la nomenclatura puede ampliarse tanto como la diversidad de efectos:
- Buscapiés o carretillas.
- Bombas pirotécnicas o carcasas.
- Tracas o culebras, papeletas, barrenos, masclets, etc.
- Luces de Bengala, ruedas de fuego, etc.
- Palmeras, voladores, etc.
- Palomas y palomitas, brujas, etc.

La denominación de los productos varía también según la zona, dentro de las distintas regiones de España o del mundo.
Se dice que un cohete o petardo se cebó cuando no ha estallado correctamente. En Alicante se utiliza el término falluto para referirse al petardo que no explotó.

## Castillos
Se llama castillo a una estructura de altura y volumen variable, formada con el propósito de lograr una gama espectacular de efectos, figuras, luces de colores diferentes y sonidos. por una cantidad masiva de productos pirotécnicos. en donde el ingenio del productor tiene un papel altamente artístico

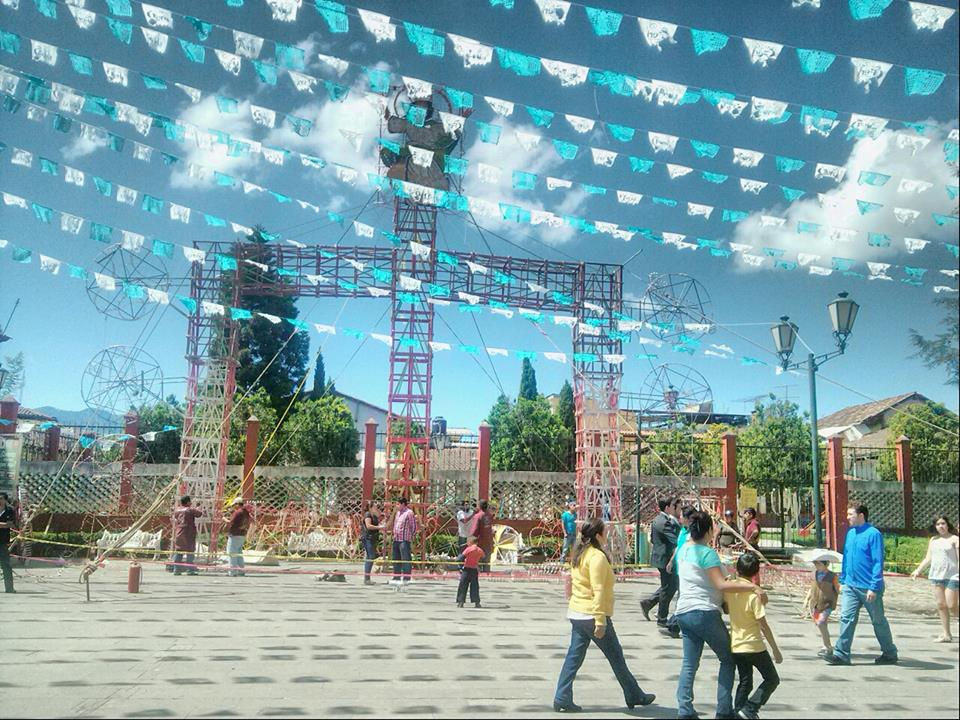
Castillos innovadores: Esta novedosa y muy creativa variante de castillo ha sido empleada en la pirotecnia regional de la zona norte de Puebla (Zacatlán de las Manzanas y alrededores).

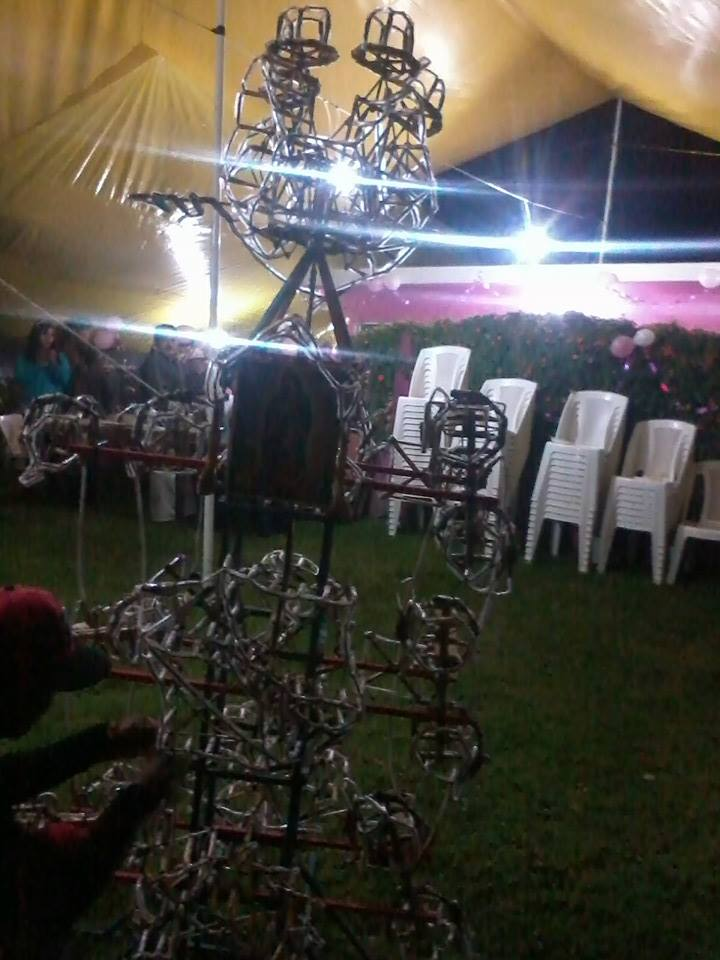
Castillos miniatura: Curiosamente, también se realizan estos castillos miniatura en fiestas familiares. Empleados en la pirotecnia regional de la zona norte de Puebla (Zacatlán de las Manzanas y alrededores).

En general, en España se programan muchos castillos con motivo de las fiestas tradicionales y populares. Tienen especial relevancia los concursos de castillos de fuegos artificiales, en los que diferentes empresas compiten por alcanzar la mejor puntuación. Son muy importantes los certámenes de San Sebastián, (celebrado alrededor del 15 de agosto y el más veterano de España) y Bilbao. En Cataluña, existen Blanes, Gerona (la última semana de julio) y Tarragona (la primera semana completa de julio). Se celebra otro certamen en Alicante para las Hogueras de San Juan. En Navarra otro concurso más joven tiene lugar en Pamplona por San Fermín. La pirotecnia es protagonista en las fiestas populares de muchos pueblos de las comunidades catalana, valenciana, murciana y balear.
Uno de los espectáculos más famosos e impresionantes de España es el que se conoce como "Nit de l'Albà" (Noche del Alba en castellano), que se celebra la noche de cada 13 de agosto en la localidad de Elche. Son muy importantes los fuegos que se disparan durante las fiestas de "Fallas" en la ciudad de Valencia destacando el llamado "La Nit del Foc" (la noche del fuego) que se realiza durante la madrugada del día de San José (01:00 horas del 19 de marzo). También es digno de mención el "Entierro de la Sardina" en Murcia que finaliza con la Quema de la Sardina y un gran espectáculo de fuegos artificiales.
- En Cataluña: Destacan también manifestaciones populares en las que se usa la pirotecnia, como las actuaciones de grupos de fuego, entre ellas las procesiones, pasacalles y correfocs, donde participan los "diables" y las bestias de fuego de cada pueblo; lo que más se usa son los elementos denominados carretillas y surtidores franceses.
- En la Comunidad Valenciana: Es reseñable la tradición de los castillos y la mascletà, una gran traca eminentemente sonora donde se conjuga aparato aéreo y terrestre. Desde fechas recientes se está implantando la práctica de los correfocs, y en diversos pueblos se realizan las conocidas cordaes (mucho más históricas).
- En la Región de Murcia: Resultan peculiares las batallas de carretillas, las ruedas y las tronaeras, pero también los castillos lanzados al paso de desfiles y procesiones, ya sea desde el mar en pueblos de la costa, o a pie de calle, o desde puntos elevados dentro las poblaciones.

También utilizando la pólvora negra para fines festivos esta la arcabucería, que consiste en la utilización de armas de salvas, algunas de ellas de gran valor artístico y sentimental al pasar de padres a hijos. y que se utilizan disparando solo pólvora en honor del patrón o patrona de los municipios o para recordar algunos actos históricos como las embajadas y guerrillas en las fiestas de los moros y cristianos en muchas poblaciones de España y su área de influencia. 

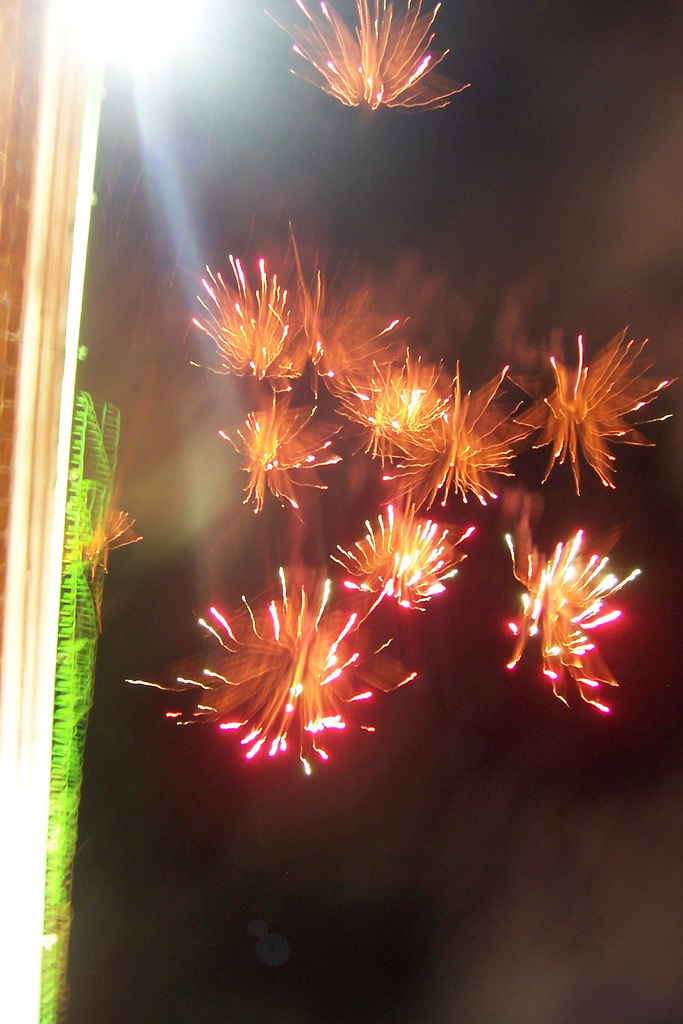
Fuegos artificiales del Día de la Independencia en Atlixco (Puebla).

Por otro lado, en México se le llama castillo a una estructura terrestre fija hecha de cuadros de madera o metal que puede llegar hasta los 45 metros de altura de la cual se cuelgan artificios y efectos pirotécnicos. Estas exhibiciones se rematan con bombas pirotécnicas. También se le conoce como «castillo de torre». Existe un castillo más tradicional que se erige usando un poste de madera y una base de apoyo de hierro (también conocido como de morillo). Este es de menor altura, sus estructuras están hechas a base de carrizo lleva una cantidad menor de artificios pirotécnicos y en los últimos años ya no es tan común, a no ser en poblaciones aun más tradicionales como San Sebastián del Sur. 
Las poblaciones mexicanas que tienen fama por su tradición pirotécnica son Tultepec, Zumpango y Tlalchichilpan. En Tultepec, pueblo conocido como la capital de la pirotecnia de México, cada año se celebra una Feria Nacional de la Pirotecnia en la que destacan los concursos de castillos de torre y el de Piromusicales. La celebración pirotécnica más popular es la «quema de toritos», que se lleva cabo el 8 de marzo en honor de san Juan de Dios, santo patrón de los pirotécnicos de Tultepec.

### La química de la pirotecnia
Los colores de la pirotecnia son causados por la presencia de sales provocados por la combustión de la pólvora y en esa reacción es liberada energía la cual es visible, gracias al espectro electromagnético, por longitudes de onda específicas que llegan a nuestros ojos dando un color singular a cada catión de la sal.
En la iniciativa de la Ley Federal de Pirotecnia, en México, se consideran 10 sales como oxidantes: clorato de potasio, clorato de bario, clorato de sodio, clorato de estroncio, perclorato de potasio, perclorato de amonio, nitrato de bario, nitrato de estroncio, nitrato de potasio y nitrato de sodio pero no son los únicos compuestos utilizados. Independientemente de la sal (clorato o nitrato) será el catión el que dé el color.
El color lila es proporcionado por el potasio (K), el anaranjado es dado por el hierro (Fe) y el amarillo por el sodio (Na). El verde es producido por dos elementos:
El cobre (Cu): Verde intenso. 
El bario (Ba): Verde pálidos, como verde manzana.
Con el color rojo ocurre algo similar que con el color verde, lo causan dos elementos:
El litio (Li): Rojo suave, incluso puede parecer rosado.
El estroncio (Sr): Rojo intenso, como el escarlata.
También se utiliza aluminio (Al) y magnesio (Mg), ambos emiten luz blanca. 

## Otros usos de la pirotecnia
La industria pirotécnica tiene varias aplicaciones además del espectáculo. Los usos técnicos de la pirotecnia comprenden una gran gama de industrias como la agrícola, pesquera, minera, automotriz, etc.
- Artificios pirotécnicos de señalamiento y localización: Estos son utilizados en ferrocarriles, transportes terrestres, aéreos y marítimos, así como para la localización de personas.
- Artificios pirotécnicos de utilización en agricultura y ganadería: Algunos de los artificios utilizados son los botes fumígenos, tiras detonantes y cohetes antigranizo para provocación de lluvia.
- Artificios pirotécnicos para la industria pesquera: Dicha industria utiliza principalmente tres tipos de artificios para el desarrollo de su actividad. La bengala submarina, que genera un efecto de luz resistente al agua; Megatón submarino, que genera un efecto sonoro; Tinta, que funciona como marcador submarino.
- Artificios pirotécnicos para la industria minera: Esta industria utiliza, principalmente, explosivos para sus actividades de excavación.
- Artificios pirotécnicos para capacitación y adiestramiento militar: Son utilizados, entre otras cosas, para simulación de explosiones, disparos, etc.
- Artificios pirotécnicos para la industria automotriz: Se utilizan generadores de gas para la activación de bolsas de aire vehiculares.

## Consideraciones preventivas
Por ser productos explosivos y de ignición, el peligro de quemaduras y de incendios es un corolario potencial de alta probabilidad que hay que tomar en cuenta, por lo que en varios países hay control por entes dedicados también al control de armas y demás instrumentos explosivos como la misma pólvora, como es el RENAR en Argentina.
Una mala manipulación puede provocar explosiones fortuitas, con amputación de partes de la mano o algo peor. Este tipo de incidentes son bastante comunes en personas no experimentadas que adquieren destreza pirotécnica ocasionalmente con fines lúdicos. Como regla básica, todos los elementos de pirotecnia deben encenderse dispuestos en el suelo, nunca mientras se sostienen con la mano; las carcasas o soportes de los proyectiles de especial potencia deben anclarse para evitar que se vuelquen o que se desvíen de su trayectoria. 
Igualmente hay que tener precauciones cuando un dispositivo no estalla, pues aunque parezca que la mecha se ha apagado, puede activarse y estallar mientras se manipula. Los elementos de pirotecnia que resultan fallidos han de apartarse (con un palo o algo similar) a una zona segura y (si es posible) mojarlos con agua para neutralizarlos.

## Medidas de seguridad para el uso apropiado de artificios pirotécnicos
- Comprar y emplear solo productos autorizados.
- La inexperiencia, curiosidad y descuido en el manejo de material pirotécnico aumentan los riesgos de accidentes.
- Nunca comprar ni usar pirotecnia clandestina o que se sospeche que tenga pérdidas, defectos o daños. Tenga en cuenta que existen productos clandestinos de dudosa procedencia que no indican ninguna instrucción de empleo en su empaque o embalaje. Aparte de estas precisiones, los productos deben contener una mecha de seguridad que impida que el artificio pueda encenderse espontáneamente. Si el artificio está dotado con mecha de cerillo (autofriccionante), no la compre, es muy peligrosa para los niños.
- Cualquier quema de artificios pirotécnicos, sin importar que tan grande o pequeño sea el producto siempre debe estar supervisada por un adulto.
- No sacudirlos, golpearlos o fumar cerca de elementos pirotécnicos.
- No exponerlos por largo tiempo al sol u otras fuentes de calor.
- No use pirotecnia si está bajo el efecto del alcohol u otras sustancias que puedan afectar su juicio, atención, movimientos o reflejos.
- Si el producto presenta desperfectos en la envoltura o mecha no lo compre, y si ya lo hizo, no lo utilice, el riesgo es muy grande.
- No guardar artículos pirotécnicos en los bolsillos, estos podrían encenderse espontáneamente y explotar.
- No colocar la cara ni otras partes del cuerpo sobre un artículo cuando vaya a encenderse.
- Procurar encender la mecha por el extremo para que nos dé suficiente tiempo de retirarnos.
- No disparar cohetes, globos u otros artefactos que produzcan fuego a menos de 500 metros de zonas forestales.
- Lanzar los cohetes y otros artefactos de forma vertical y nunca contra personas o animales.
- Asegurarse que no haya líquidos inflamables en las cercanías.
- Los productos que no tengan un mango especial para tomarlos con las manos deben fijarse a la tierra, una maceta o una botella para evitar quemaduras.
- No introducir los petardos dentro de botellas, botes, etc. porque al explotar la metralla o esquirlas pueden expandirse incontroladamente y lastimar a las personas que estén cerca.
- Nunca disparar los cohetes con la mano. Utilizar siempre un disparador y lanzarlos de forma vertical.
- No manipular sus componentes, ni extraer su contenido.
- No dispararlos si presentan desperfectos, pérdida de material pirotécnico o roturas.
- Una vez encendida la mecha, retirarse inmediatamente.
- Si falla en encendido, esperar 10 min. acordonando la zona. Si la mecha está intacta, se puede intentar de nuevo su encendido, de lo contrario, introduzca el artefacto en un recipiente con agua para inutilizarlo.

## Legislación en México
La pirotecnia es una actividad regulada por la Ley Federal de Armas de Fuego y Explosivos, publicada en 1972 bajo el régimen del presidente Luis Echeverría Álvarez. En esta se manifiesta que se trata de una actividad legal y lícita, siempre y cuando adquieras los artificios pirotécnicos autorizados por la Secretaría de la Defensa Nacional, de personas físicas o morales autorizadas para su venta por la misma secretaría. Por ley, las personas mayores de 18 años están autorizadas a portar hasta 10 kg de pirotecnia. 
Dicha ley no hace distinción alguna y regula a la pirotecnia de la misma manera que a las armas de fuego y a los explosivos. Por otra parte, existe una iniciativa de ley que regula la actividad pirotécnica en exclusiva llamada ley Federal de Pirotecnia. En ella se clasifican las materias primas y los productos terminados de acuerdo a su uso y grado de peligrosidad de la siguiente manera:
Véase la ley federal sobre pirotecnia.

## Normativa para España
En España recientemente entró en vigor el Nuevo Reglamento de Artículos Pirotécnicos y Cartuchería RD 989/2015 del 30 de Octubre con el que se adapta a la Directiva 2007/23/CE, y deroga la anterior normativa. Este nuevo texto separa los explosivos de la pirotecnia, que hasta la fecha se regían por la misma ley. También determina las restricciones y legislación para el uso, comercio y fabricación de artículos de pirotecnia, así como otorga a las entidades locales autoridad para autorizar el disparo y el uso de los fuegos artificiales.
Los particulares solo tienen permitida la utilización de artículos de pirotecnia de Categoría I (usuarios mayores de 12 años), II (mayores de 16 años) y III (mayores de 18). 
Tradicionalmente la gama pirotécnica apta para particulares se limitaba a petardos más o menos potentes y bengalas, pero actualmente se comercializan fuentes y baterías de logrados efectos visuales. En estos dispositivos se activan, encendiendo una sola mecha, múltiples proyectiles que van estallando de manera rítmica y con garantías de seguridad, siempre que se manejen de manera racional y guardando la debida distancia.

## Normativa para Chile
La ley n.º 19.680 del 25 de mayo de 2000 regula en Chile la venta, fabricación y uso de fuegos de artificio. Esta ley establece que queda prohibida al público la posesión y manipulación de elementos pirotécnicos y permite solamente su uso por parte de personal calificado y experto en espectáculos masivos. Las personas que infrinjan lo dispuesto en la ley respecto de la posesión, la manipulación, la fabricación y la venta de estos elementos podrán ser multadas, los elementos pirotécnicos incautados y los recintos de fabricación, almacenamiento y venta clausurados.
En diciembre de 2020, el Senado de la República aprobó una modificación a la ley para elevar de falta a delito la infracción de manera que los infractores puedan recibir no solo multas, sino además castigo penal de hasta 541 días, el fue promulgado el 21 de enero de 2021.

## Galería
|                                          |
| Celebración del día nacional de Singapur |

|                     |
| Fuegos artificiales |

|                                                                   |
| Rueda de fuego durante procesión de la Patrona, Beniaján (Murcia) |

|                                     |
| Castillo durante las Fallas de 2019 |

## Pirotecnia Recreativa
En España se tiene por costumbre, la utilización de artículos pirotécnicos de carácter recreativos para amenizar celebraciones o festividades propias, como lo son por ejemplo el inicio de año, donde estamos acostumbrados a presenciar distintos tipos de fuegos artificiales como Castillos, Mascletás, o la utilización de otros materiales como tracas, bombetas, o bengalas de chispitas blancas o de colores.
Para espectáculos donde es necesaria una manipulación y montaje de artificios pirotécnicos será necesario que se haga mediante una empresa de expertos.
Estos artículos están clasificados Real Decreto 989/2015, de 30 de octubre, por el que se aprueba el Reglamento de artículos pirotécnicos y cartuchería como artículos pirotécnicos categoría F4, y son artificios de pirotecnia de alta peligrosidad destinados al uso exclusivo por parte de expertos, también denominados «artificios de pirotecnia para uso profesional».
Sin embargo existen otros tipos de artificios que son de uso público. Su clasificación se divide en 3 secciones:
Categoría F1: Para uso de mayores de 12 años
Categoría F2: Para uso de mayores de 16 años
Categoría F3: para uso de mayores de 18 años
Es muy común iniciar y finalizar las festividades locales con fuegos artificiales. Habitualmente se tiene por norma el “Chupinazo” inicial de fiestas, que indica el comienzo de las mismas, el lanzamiento de cohetes en procesiones y pasa calles para indicar su salida, transcurso y finalización, tracas a la salida y recogida de la virgen en las procesiones y un gran castillo de fuegos artificiales, como una gran explosión de color y sonido para finalizar las mismas. Esta práctica es  muy habitual, aunque depende de las zonas de España donde residas.
Además en festividades propias como son las bodas, se tiene por costumbre el “disparo”, entendiéndose este como el inicio o ignición del artificio pirotécnico, de una traca al finalizar la ceremonia para indicar la salida de los novios de la iglesia.
También podemos encontrar fechas en el calendario en las que se tiene por tradición el uso y disfrute de estos artificios de pirotecnia recreativa, como lo son en Murcia la festividad de San Juan el 23 de junio, en Elche la celebración de la Nit del Albá el 13 de agosto y la Festividad de las Fallas de Valencia que tienen lugar todos los años en marzo.